# Glasznoszty

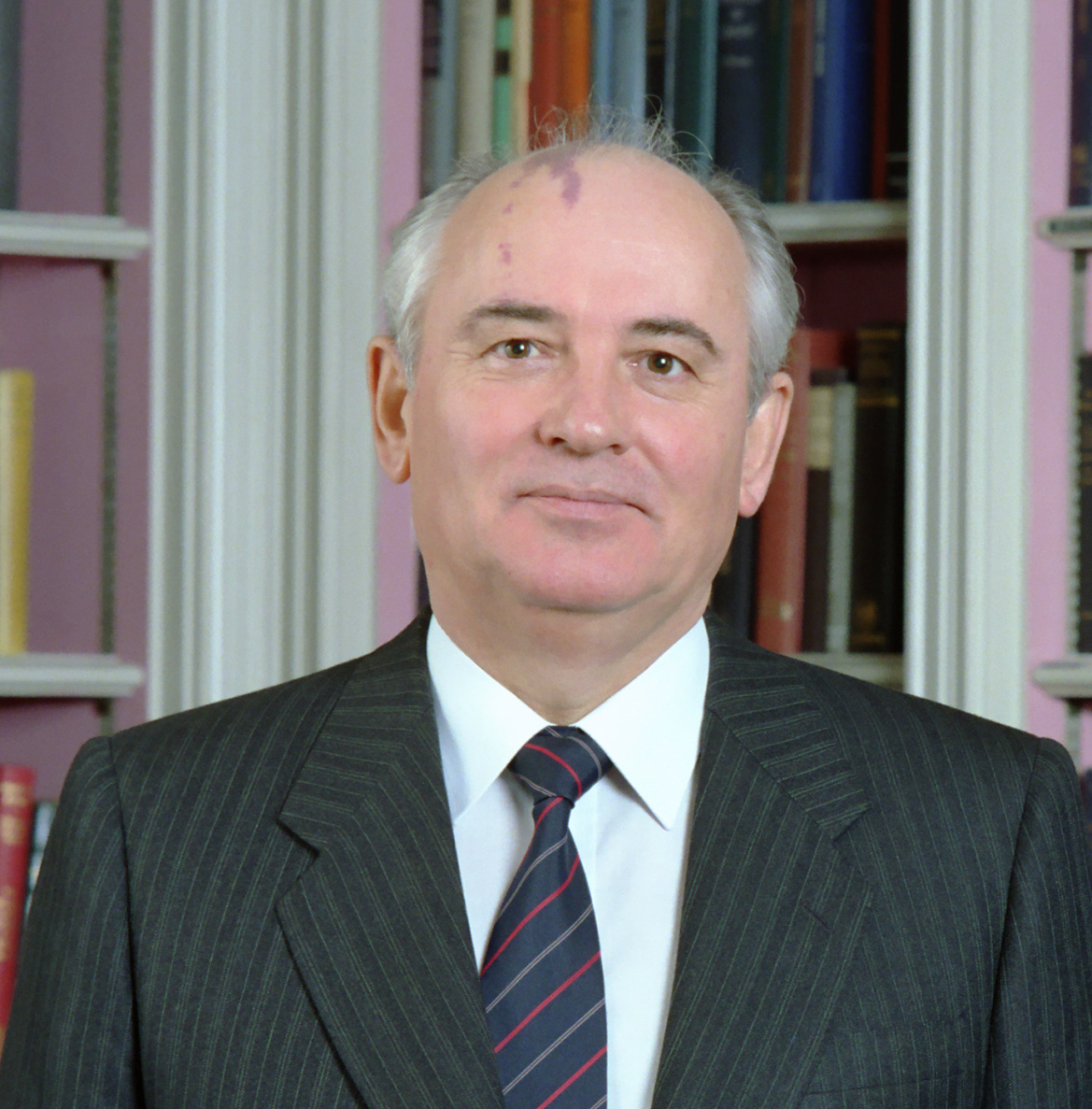
Mihail Szergejevics Gorbacsov

A glasznoszty hallgat a Szovjetunióban Mihail Gorbacsov által 1985-ben, a leningrádi beszéddel bevezetett új politikai stílus volt. Az orosz szó jelentése „nyíltság”, a korlátozások feloldása.

## Célja
Gorbacsov célja a glasznoszty bevezetésével az volt, hogy a Szovjetunió Kommunista Pártja keményvonalas konzervatívjait a peresztrojka gazdasági átalakításainak elfogadására ösztönözze. Gorbacsov azt remélte, hogy a nyitottság különféle szintjein, a vitákon való részvételeken keresztül a szovjet nép a peresztrojkát támogatni fogja és részt fog benne venni.

## Társadalmi területei
Bár a Nyugaton a glasznosztyot a szólás szabadságával hozták összefüggésbe, az irányvonal célja az volt, hogy az ország vezetését átláthatóvá és így vita tárgyává tegye. Ezzel megkerülhetővé vált a gazdaságot korábban teljes uralma alatt tartó államapparátus szűk köre. A múlt és a jelen hibáinak átvizsgálásával az volt a cél, hogy a szovjet nép támogatni fogja az új reformokat, mint például a peresztrojkát.
A glasznoszty a szabadság új szelét hozta el a népnek – többek között a szólás szabadságát. Ez a korábbi felfogáshoz képest gyökeres változás volt, mivel akkor a szólásszabadság és a kormány iránti kritika kemény elnyomása a szovjet rendszer egyik alappillére volt. A sajtó is nagyobb szabadságot élvezhetett. Az 1980-as évek végére a szovjet rendszert, így a leninista ideológiát is egyre több kritika érte. Ezeket a kritikákat Gorbacsov megpróbálta a felszínen tartani, hogy így megtarthassa a reform alapjait. Azonban egyre több szovjet polgár adott hangot annak a véleményének, hogy az egész szovjet rendszer vált életképtelenné. A glasznoszty igenis jelentős mértékű szólásszabadságot adott a szovjet embereknek – sokkal többet, mint ahogy azt Gorbacsov vélte. A glasznoszty lehetőségei olyan mélyen változtatták meg az állampolgárok véleményét kormányzatukról, hogy ez a párt hitelességének drasztikus hanyatlásához, és így közvetve a Szovjetunió összeomlásához vezetett.

## Hatásai
A cenzúra csökkentésével a Szovjet Kommunista Párt elveszítette befolyását a sajtó felett. Hamarosan, a kormány legnagyobb bánatára, a sajtó a szovjet vezetés által korábban sokáig eltussolt komoly társadalmi és gazdasági gondokkal kezdett el foglalkozni. Ilyen volt a rossz lakáshelyzet, az élelmiszerhiány, az alkoholizmus, a lég- és vízszennyezés, az egyre növekedő halálozási arány és a nők másodrangú helyzete. A glasznoszty alatt a nép jelentősen többet tudhatott meg Sztálin rémuralmáról. Bár Hruscsov korábban már elítélte Sztálin személyi kultuszát, a rémtettek valódi nagyságrendjeit nem hozták nyilvánosságra. Az új hírek lerombolták a szovjet életről alkotott addigi pozitív képet, és egyre inkább a Szovjetunión belüli élet negatív aspektusai kerültek előtérbe. Mindez elkezdte aláaknázni az emberek szovjet rendszerbe vetett hitét.
A politikai nyitottság további váratlan következményekkel is járt. A szovjet köztársaságokban tartott tanácsi választások során a nacionalisták jelentős győzelmeket értek el. Ahogy Gorbacsov egyre csökkentette a politikai elnyomást, úgy csúszott ki egyre inkább Moszkva kezéből a tagköztársaságok feletti irányítás. Az 1980-as években egyre több teret nyertek a tagköztársaságok függetlenségi törekvései, különösen a baltikumi Észtországban, Lettországban és Litvániában, amelyeket Sztálin 1940-ben csatolt a Szovjetunióhoz. A nemzeti érzelmek más szovjet tagállamban is gyökeret vertek, például Ukrajnában, Grúziában és Azerbajdzsánban.
Az 1980-as évek közepétől a glasznoszty reformjait a balti államok arra használták fel, hogy először a környezetvédelmi és műemlékvédelmi jogukat, majd később az önrendelkezési és függetlenségi jogukat érvényesíthessék. A balti államok szeparatizmusa láncreakciót indított el a Szovjetunión belül. Borisz Jelcin támogatásával 1991-ben a balti köztársaságok elnyerték függetlenségüket.
A glasznoszty alatti nacionalizmus előretörése országszerte olajat öntött a felszín alatt parázsló nemzetiségi feszültségekre. 1988-ban például az Azerbajdzsáni Szovjet Szocialista Köztársaság (SZSZK) főleg örmények lakta Hegyi-Karabah régiója az Örmény SZSZK-val való egyesülésről döntött. A helyi azeri etnikumokat ért erőszakról a szovjet televízió is beszámolt, amelynek következtében Sumqayıt (oroszosan: Szumgait) azerbajdzsáni városban örményeket mészároltak le.
A glasznoszty szabadsága a szovjet állampolgárok és a nyugatiak közötti kapcsolatok növekedésével is járt. Az utazási korlátozásokon enyhítettek, lehetővé váltak az üzleti és kulturális kapcsolatfelvételek is.
Bár a glasznoszty jegyében több ezer politikai foglyot és másként gondolkodót engedtek ki a börtönből, Gorbacsov eredeti terve, amely a glasznoszty és a peresztrojka segítségével reformálta volna meg a Szovjetuniót, nem vált be. A Gorbacsov reformjait ellenzők által kirobbantott 1991-es sikertelen puccskísérlet után a Szovjetunió feloszlott.